# Aberfeldie Dam
Der Aberfeldie Dam ist ein Staudamm am Bull River im Südosten der kanadischen Provinz British Columbia. Namensgebend für den Damm war die schottische Region Aberfeldy. Kraftwerk und Staudamm werden von BC Hydro betrieben.

## Staudamm
Der Aberfeldie Dam liegt 30 km östlich der Stadt Cranbrook, 11,5 km oberhalb der Mündung des Bull River in den Kootenay River. Ein erster Staudamm wurde 1920–1922 von British Columbia and Alberta Power Company Ltd. errichtet. Der heutige Damm wurde 1953 fertiggestellt und ersetzte den alten Damm. Er ist eine 27 m hohe und 134 m breite Gewichtsstaumauer aus Beton.

## Stausee
Der Stausee besitzt eine Länge von 600 m und eine Breite von etwa 100 m. Das Einzugsgebiet umfasst 1530 km². Der mittlere Abfluss am Damm beträgt etwa 31,85 m³/s.

## Kraftwerk
Das erste Kraftwerk war zwischen 1923 und Oktober 2006 in Betrieb. Es besaß zwei Turbinen mit jeweils 2,5 MW. Anfang 2009 ging das neue Kraftwerk (⊙) in Betrieb. Das Kraftwerkshaus beherbergt drei horizontalachsige Francis-Turbinen zu je 8,3 MW. Der gesamte Ausbaudurchfluss der drei Einheiten beträgt 38,5 m³/s. Die durchschnittliche Jahresenergieerzeugung liegt bei 105 GWh. Zuvor betrug sie 35 GWh. Die Baukosten betrugen 95 Millionen kanadische Dollar.
Das Wasser gelangt über zwei Einlässe mit einer Kapazität von jeweils 20 m³/s in eine 850 m lange unterirdische Rohrleitung mit einem Durchmesser von 3,35 m. An diese schließt sich eine 150 m lange oberirdische Leitung mit einem Durchmesser von 2,9 m an. Ein Wasserschloss (15 m hoch und 13 m Durchmesser) befindet sich am Übergang zur Hochdruckleitung. Diese besitzt eine Länge von 150 m und einen Durchmesser von 2,74 m und führt das Wasser direkt zum Kraftwerk. Die Netto-Fallhöhe beträgt 84 m. 